# الطريق الذهبي السريع
الطريق السريع 5 (I-5)، هو طريق رئيسي بين الشمال والجنوب لنظام الطريق السريع بين الولايات في ولاية كاليفورنيا الأمريكية. يبدأ عند الحدود بين المكسيك والولايات المتحدة عند معبر سان يسيدرو، ويمر شمالًا عبر طول ولاية كاليفورنيا ويمر إلى ولاية أوريغون جنوب منطقة ميدفورد-آشلاند الحضرية. ويعد الطريقين من أهم وأكثر استخدامين للطريقين الرئيسيين بين الشمال والجنوب على ساحل المحيط الهادئ ، والآخر هو طريق الولايات المتحدة 101 ، وهو ساحلي في المقام الأول.
هذا الطريق السريع يربط بين مدن كاليفورنيا الرئيسية في سان دييغو وسانتا آنا ولوس أنجلوس وستوكتون وساكرامنتو وريدنغ. ومن بين المدن الرئيسية التي لا ترتبط مباشرة بالطريق السريع 5 والتي ترتبط بها الطرق السريعة المحلية بها سان فرانسيسكو وأوكلاند وسان خوسيه وكلها على بعد 80 ميلا (130 كيلومترا) غرب الطريق السريع.  يشار إلى الطريق السريع 5 عادة باسم "5" في شمال كاليفورنيا ، وغالبا ما يطلق عليه طريق "5" في منطقة جنوب كاليفورنيا.
يحتوي الطريق السريع 5 على العديد من الأجزاء المسماة: طريق مونتغمري السريع، طريق سان دييغو السريع، طريق سانتا آنا السريع، طريق غولدن ستايت السريع، والطريق الجانبي الغربي.